# ベロッソス
ベロッソス（Berossos, あるいはBerossus, Berosus; ギリシア語: Βήρωσσος）は、ヘレニズム期バビロニアの著述家。紀元前3世紀はじめに活躍した。

## 生涯と著作
ベロッソスが誕生したのはアレクサンドロス大王がバビロンを支配していた時期（紀元前330年 - 紀元前323年）か、あるいはそれ以前で、上限はおおよそ紀元前340年である。彼のアッカド語での本来の名前はベルレウシュ（Bel-re-ušu, 「マルドゥクは我が牧者」の意）であると考えられている。「ベロッソス」は彼の名のいくつかあるギリシア語表記のうちの一つである。ウィトルウィウスの『建築について』によると、ベロッソスはセレウコス朝に仕えた後、小アジア沖のコス島でエジプト王庇護のもと占星術学校を開いたらしい。しかしながら、現代の学者たちは、セレウコス朝に仕えた人間が後半生でプトレマイオス朝エジプトに行けたのかどうか疑問だとしている。没年は未詳である。

## 『バビロニア誌』
ベロッソスの代表作である『バビロニア誌』は、全文は現存していないが、古代の著述家による二次資料が現存している。なぜベロッソスが『バビロニア誌』を著したのかについての理由は知られていないが、同時代のギリシア人歴史家たちは、彼らが「歴史」を著した理由を残している。おそらくベロッソスは、自らが新しく獲得した地域についての歴史を知りたがったアンティオコス1世に依頼されたか、あるいは大神殿の祭司としてセレウコス朝におけるマルドゥク信仰の正当化を行なおうとしたのだろうと考えられている。

## 伝達と受容
ベロッソスの著作はヘレニズム世界ではほとんど知られていなかった。メソポタミアの歴史は、たいていの場合クニドスのクテシアスの『ペルシア誌』（Persica）によるものだった。むしろベロッソスは占星術関連の著作によってよく知られていたのである。キリスト教時代以前の著述家たちはベロッソスの『バビロニア誌』を直接には読まず、ベロッソスの著作を引用していたポセイドニオス（紀元前135年 - 紀元前51年）に依拠していたらしい。ポセイドニオスの記述も現存していないが、ウィトルウィウス、プリニウス、セネカらが三次資料として現存している。その後の時代、ポセイドニオスからいくつかの引用を経てベロッソスを伝えているものとしてはアエティウス（後1世紀 - 後2世紀）、クレオメデス、 パウサニアス、アテナイオス、ケンソリヌス（後3世紀）、パルクス（後6世紀）、アラトスの『パイノメナ』（紀元前315年 - 紀元前240/紀元前39年頃、ギリシア語）への匿名のラテン語注釈がある。
ユダヤ・キリスト教におけるベロッソス資料は、アレクサンドロス・ポリュヒストル（紀元前65年頃）あるいはマウレタニアのユバ（紀元前50年 - 後20年頃）によるものだった。アレクサンドロスの多くの著作の中にはバビロニアとアッシリアの歴史についてのものもあり、ユバのほうは『アッシリア人について』を書いた。双方とも一次資料としてベロッソスを用いている。ユダヤ人著述家フラウィウス・ヨセフスによるベロッソスの記録は現存している物語資料の一部しか含まないが、どうやらアレクサンドロス・ポリュヒストルに依拠していたらしい。3人のキリスト教著述家（シリアのタティアノス（後2世紀）、アンティオキアのテオフィロス（後180年、アレクサンドリアのクレメンス）によるベロッソス断片はおそらくユバに（あるいは双方に）依拠していたらしい。
ポセイドニオス同様、アレクサンドロスおよびユバの著作は現存していない。しかし彼らによるベロッソス資料はアビュディノス（後2世紀 - 後3世紀）とセクストゥス・ユリウス・アフリカヌスによって記録されていた。彼らの著作もまた散逸してしまっているが、カイサリアの司教エウセビオスの『年代記』にそうした記述のうちの一部が残されている。エウセビオスによる『年代記』のギリシア語原文も失われているが古アルメニア語訳（後500年 - 後800年頃）が現存し、また、ゲオルギオス・シュンケロスの『年代誌選集』にも一部が引用されている。ヒエロニムスによるエウセビオスのラテン語訳にはベロッソス資料は残っていない。エウセビオスの『福音の準備』におけるベロッソスについての言及はヨセフス、タティアノス、それとさして重要ではない資料（これは「バビロニア人ベロッソスはその『歴史』にナブコドノソロス（Naboukhodonosoros）を記録している」としかない）によるものである。
エウセビオス以降のキリスト教著述家たち（偽ユスティヌス（後3世紀 - 後5世紀頃）、アレクサンドリアのヘシキュロス（後5世紀頃）、アガティオス（後536年 - 後582年）、コレネのモーセス（後8世紀頃）、年代不明の地誌作家、それと『スーダ辞典』）はおそらく彼に依拠している。そういったこともあり、ベロッソス資料は断片的で間接的なものしか残っていない。もっとも直接的な資料は、おそらくアレクサンドロス・ポリュヒストルに依拠したヨセフスによるものだ。その結果、ベロッソスによる王名表の名称、書き記されていた可能性のある物語などは散逸したか、あるいは原型をとどめていない状態になってしまっている。物語資料はエウセビオスとヨセフスによって残されているが、エウセビオスのほうは異教時代とキリスト教世界とをつなぐ年代記を構築するために、ヨセフスのほうはユダヤ人よりも古い民族がいるという主張に反論するために、ベロッソスを利用していたにすぎない。しかしながら、ベロッソスによる大洪水以前の十人の王たちは、彼らの長寿さが『創世記』における父祖たちの長寿さと類似しているところに関心が持たれ、キリスト教護教家たちによって残された。

## 『バビロニア誌』原資料と内容
エウセビオスの古アルメニア語訳とシュンケロスによる記述（『年代記』、『年代誌選集』）はどちらもベロッソスの使用した「公的な記録」を書き留めており、ベロッソス自身がそうした資料をカタログ化していた可能性はある。だからといって原資料について完全にベロッソスを信頼できるというわけではなく、原資料を取り扱うことができたということと、普通のバビロニア人が手にすることのできなかった神殿に保存されていた祭祀資料や聖なる資料を利用することができたということである。現在知られているメソポタミア神話はベロッソスと有る程度まで比較することはできるが、その時代の文献のほとんどが現存していないため、ベロッソスの伝えているとされる資料との厳密な照合は難しい。確実なのは、ギリシャ語で彼が行なおうとした著述の形式は現実のバビロニア語の文献とは差異があるということだ。
第一書の断片はエウセビオスとシュンケロスに残っていて、ベル（マルドゥク）によるタラット（ティアマト）退治などを含む創造の物語と秩序の確立を記述している。ベロッソスによれば、すべての知識は創造のあと生みの怪物オアンネスによって人類にもたらされたという。もしこれがすべてならば、VerbruggheとWickershamの言うように（2000: 17）、上述した占星術についての断片に一致するものである。
第二書は創造からナボナッサロス（Nabonassaros, 統治：紀元前747年 - 紀元前734年）に至るバビロニア諸王の歴史を記述している。エウセビオスは、アポロドロスが「ベロッソスは、最初の王アロロス（Aloros）からクシストロス（Xisouthros）そして大洪水に至る年代を43万年としている」といっているのを伝えている。ベロッソスの描く系譜からして、彼がここ、特に（伝説的な）大洪水以前の王たち、それとセナケイリモス（Senakheirimos, センナケリブ）からの前7世紀以降を編纂するときに『王名表』を手元においていたのは確実である。シュンケロスに残っているベロッソスによる大洪水についての記述は非常に『ギルガメシュ叙事詩』のある版に類似している。しかしこの叙事詩においては主人公はウトナピシュティムだが、クシストロスの名はどちらかというとシュメール版大洪水神話の主人公であるジウスドラのギリシア語表記のように思われる。
ベロッソスがここで何を書かなかったのかについても考察の余地がある。彼の時代、多くの文書にみられるようなサルゴン（紀元前2300年頃）の誕生伝説についての豊富な情報に触れる機会はいくらでもあったはずなのだが、言及していない。著名なバビロニアの王ハンムラビ（紀元前1750年頃）についても、わずかしか触れられていない。しかしながら女王セミラミス（おそらくシャムシ・アダド5世（統治：紀元前824年 -紀元前811年）の妻であるセンムラマート）がアッシリア人であるということは指摘している。おそらくこれは、セミラミスをバビロンの創始者であるとかシリアの女神デルケトの娘であるとか、ニヌス（ギリシア人によるとニネヴェの創始者）と結婚したなどというように彼女を神話化していたギリシア人著述家たちへの反論なのだろう。
第三書はおそらくナボナッサロス（Nabonassaros）からアンティオコス1世に至るバビロンの歴史である。彼はここでも王名表に従っているようだが、現在いくつか知られているうちのどれを利用したかは判然としない。通常は『王名表A』（紀元前5世紀の写しが一つ）と『年代記1』（一つは確実に紀元前500年のものとされる、3つの写し）というメソポタミアの史料が、彼が利用したものではないかと推定されている（ただし、差異もある）。このうちナブコドノロソス（Naboukhodonosoros, ネブカドネザル2世、統治：紀元前604年 - 紀元前562年）とナボンネドス（Nabonnedos, ナボニドゥス、統治：紀元前556年 - 紀元前539年）の時代の大部分が現存している。ここでようやく現代の我々はベロッソスによる歴史の解釈がどのようなものだったかをはじめて知ることができるのだが、それは、彼らの道徳的行為を基盤とした諸王の成功および失敗の道徳化である。こうした解釈は別のバビロニア史である『ナボニドゥス年代記』に似ているが、トゥキディデスのような合理主義的なギリシアの歴史家とは異なるところである。

## 『バビロニア誌』の功績
ベロッソスの功績は、まず第一に、ヘレニズム的な歴史叙述方法とメソポタミア的な記述を組み合わせ、独自の構成を作り上げたというところにあるとみられている。ヘロドトスやトゥキュディデスのように、彼はおそらく後世の著述家のために自筆したと思われる。その他では、彼はヘロドトスがエジプトに対して行なったようなバビロニアについての地誌的な記述をいれ、ギリシア的な分類方法を適用している。彼が、とくに詳しくない時代である最初期の歴史について、その調査に情報を追加することに抵抗していたとする証拠が少しある。第三書に至ってようやく、我々は描写内に彼の意見を見ることができるようになる。
第二に、彼はヘロドトスや『旧約聖書』のように、世界の創造から彼の同時代までの物語を構築した。そのなかに、神聖なる神話は歴史と途切れなくつながっている。ベロッソスがヘレニズム的な神々の存在や神話に対する懐疑主義を信奉していたかどうかはわからないが、たとえば諷刺的なオウィディウス以上にそうした事象を信仰していたということはいえよう。シュンケロスの伝えているような自然主義的な態度は、おそらくベロッソス自身のものというよりは、彼を伝えた後代のギリシア人著述家たちの影響によるものだろう。
とはいえ、彼の同時代もそれに続く時代も、『バビロニア誌』が広く読まれることはなかった。VerbuggheとWickershamは、『バビロニア誌』に対するヘレニズム的世界の関心の欠如は、シケリアのディオドロスの同様に奇妙なエジプト神話についての著作が残っていることからして、内容自体にヘレニズム的世界と関連性がなかったわけではない、と論じている。むしろ逆に、パルティア朝下におけるメソポタミアとギリシア・ローマ世界とのつながりの減少に部分的に原因が着せられるのではないかと思われる。また、ベロッソスは、特に自分の詳しくなかった時代について、物語を描くための資料があったにしても、その著作の中に多くの物語を入れてはいなかった。VerbuggheとWickershamはこう指摘する。
たぶん、ベロッソスは自身の方法論と目的に囚われていたのだ。彼は使用した古代の記録に肉付けすることを嫌い、より近い時代の歴史についても、残されたものから判断するならば、それは物語の骨子以外の何者でもなかった。ベロッソスが、歴史にパターンを繰り返す連続性があると信じていたとするならば（つまり、天体の運行と同じように出来事にも周期性があるということ）、物語の骨子で充分だったのである。事実、これはバビロニア人ができただろうか（できるだろうか）と疑う以上のものなのである。すでにバビロニアの歴史譚に没頭していればそのパターンに気づき、ベロッソスの歴史解釈を理解するだろう。事実、もしも、こうしたことがベロッソスの想定内だとすれば、彼は、善悪を単純化し、多様で生き生きとした歴史物語に慣れきっていたギリシアの読者を楽しませることを犠牲にした、という点でミスを犯したのだ（2000: 32）。
ベロッソスの著作のうち残りは、メソポタミアの歴史を再構築するのに無用なものだった。学者にとって大きな関心があるのは、彼の歴史叙述に対するアプローチであり、それはギリシアとメソポタミア両方の方法論に縛られていたものだった。ベロッソスの方法論と古代世界の「歴史」としてのヘシオドス、ヘロドトス、マネト、そして『旧約聖書』（とくにモーセ五書）の類似性は、古代人による世界観についてのヒントを与えてくれる。いずれも始まりは空想的な創造説話で、神話的な祖先の時代が続き、そして最終的に歴史的であるとされる最近の王たちの記述へと連なっていく。断絶は存在しない。Blenkinsoppはこう述べている。
ベロッソスは「歴史」を構築するにあたって、特に『エヌマ・エリシュ』や『アトラ・ハシース物語』、王名表のようなよく知られた資料などに見られるメソポタミアの神話-歴史叙述伝統にのっとった。それらの資料は普遍史の叙述における出発地点や概念的枠組を提供したのである。しかし、神話的あるいはアーカイックな要素は、ある程度は真に歴史的であるといわれているような支配者たちの年代記に組み込まれた（1992: 41）。